# Aston Abbotts
Aston Abbotts è un villaggio e parrocchia civile dell'Inghilterra, appartenente alla contea del Buckinghamshire.